# Río Palvitad
El río Palvitad es un curso natural de agua en la Región de Los Lagos que nace de la unión de dos afluentes en las faldas de la serranía Avalanchas.: 502 

## Historia
Francisco Solano Asta-Buruaga y Cienfuegos escribió en 1899 en su obra póstuma Diccionario Geográfico de la República de Chile sobre el estuario:
Palvitad.-—Estuario ó brazo de mar que interna en la costa oriental del golfo del Corcovado, entre el monte de este nombre al S., y el de Vircún al N. Es de un ancho medio de dos kilómetros, hondo y abrigado y lo rodean tierras altas y selvosas.
Luis Risopatrón lo describe en su Diccionario jeográfico de Chile (1924):: 619 
Palbitad (Río). Es pqueño, con abundante i variada vejetación en sus orillas i profundidad suficiente, en sus últimos 2 kilómetros de su curso, para la navegación por embarcaciones menores i se vácia en el estremo sur SE del estero del mismo nombre, entre cerros escarpados de mas de 500 m de altura.
Risopatrón también describe el estero Palbitad, ambos los escribe con "b":
Palbitad (Estero de). Es de aguas profundas, abrigado de todos los vientos, no presenta surjideros adecuados para la navegación i es de costas roqueñas, escarpadas i altas; son boscosas las tierras que respaldan sus riberas, ofrecen bonitas cascadas, no desagua en él ningún río de consideración i se abre en el continente, al S de la boca del río Yelcho. El cordón de cerros del W deja pequeños valles con 0,40 m de tierra vejetal, poblados de bosques, con avellanos y tepús para leña, valles que son útiles para el cultivo i la cría de ganado mayor; se consigue agua en sus riberas en las que se encuentran playas extendidas i espaciosas i a veces algunos pescadores.
El mismo autor da otros nombres con que se le ha llamado: Palvitad, Alman-Grande o Almagrande. En su mapa aparece con el nombre Palbicad.

## Población, economía y ecología
Sus dos últimos kilómetros son navegables por embarcaciones menores. El río Palvitad desemboca solo unos kilómetros al sur de la cuenca del río Yelcho.

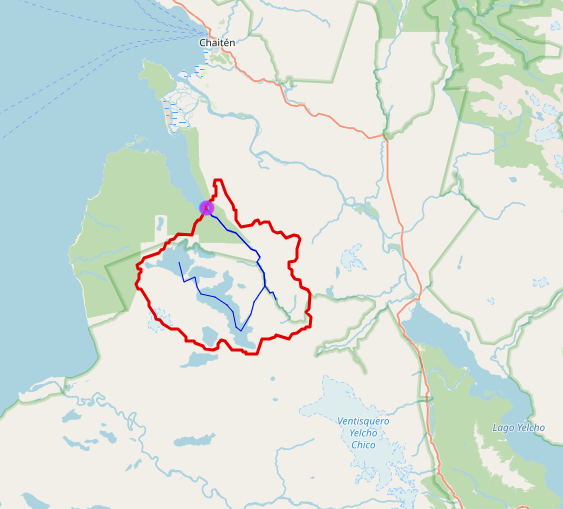
La pequeña cuenca del río Palvitad, ubicada entre el río Yelcho y el río Corcovado.